# Dinajpur
Pour le district, voir Dinajpur (district).
Dinajpur (prononciation en bengali : [dinadʒpur]; bengali : দিনাজপুর) est une ville située dans la division de Rangpur, à 413 km au nord-ouest de Dhaka au Bangladesh. Il a été fondé en 1786. 
Elle est située à 25° 37′ de latitude nord et à 88° 39′ de longitude est sur la rive est du fleuve Punarbhaba. Elle est bordée au nord par Suihari, Katapara, Bangi Bechapara, Pulhat, Koshba au sud, à l'est de Sheikhupura et par la rivière Punarbhaba à l'ouest.